# Comté de Maroochy
Le comté de Maroochy (en anglais : Shire of Maroochy) est une ancienne zone d'administration locale du Queensland en Australie dans la Sunshine Coast à environ 100 km au nord de Brisbane.
Son nom est d'origine aborigène et veut dire « bec rouge » en raison de la présence de cygnes noirs dans la région.
On avait l'habitude de regrouper un ensemble de zones résidentielles comme formant le comté. Ces zones sont :
| - Alexandra Headland - Belli Park - Bli Bli - Bridges - Buderim - Burnside - Chevallum - Coes Creek - Coolabine - Cooloolabin - Coolum Beach - Diddillibah - Doonan - Dulong - Eerwah Vale - Eudlo - Eumundi - Flaxton - Forest Glen - Gheerulla - Highworth - Hunchy | - Ilkley - Image Flat - Kenilworth - Kiamba - Kidaman Creek - Kiels Mountain - Kulangoor - Kuluin - Kunda Park - Kureelpa - Landers Shoot - Mapleton - Marcoola - Maroochy River - Maroochydore - Mons - Montville - Mooloolaba - Mount Coolum - Mountain Creek - Mudjimba - Nambour | - Ninderry - North Arm - Obi Obi - Pacific Paradise - Palmwoods - Parklands - Peregian Beach - Perwillowen - Point Arkwright - Rosemount - Sippy Downs - Tanawha - Towen Mountain - Twin Waters - Valdora - Verrierdale - West Woombye - Weyba Downs - Woombye - Yandina Creek - Yandina - Yaroomba |

Le 15 mars 2008, il a été fusionné avec la ville de Caloundra et le comté de Noosa pour former la région de la Sunshine Coast.